# Município de St. Clair (condado de Columbiana, Ohio)
O município de St. Clair (em inglês: St. Clair Township) é um município localizado no condado de Columbiana no estado estadounidense de Ohio. No ano de 2010 tinha uma população de 7.957 habitantes e uma densidade populacional de 103,78 pessoas por km².

## Geografia
O município de St. Clair encontra-se localizado nas coordenadas 40° 42′ 01″ N, 80° 34′ 07″ O. Segundo a Departamento do Censo dos Estados Unidos, o município tem uma superfície total de 76.67 km², da qual 76.3 km² correspondem a terra firme e (0.49%) 0.38 km² é água.

## Demografia
Segundo o censo de 2010, tinha 7.957 habitantes residindo no município de St. Clair. A densidade populacional era de 103,78 hab./km². Dos 7.957 habitantes, o município de St. Clair estava composto pelo 97.13% brancos, o 0.85% eram afroamericanos, o 0.26% eram amerindios, o 0.53% eram asiáticos, o 0.09% eram insulares do Pacífico, o 0.08% eram de outras raças e o 1.06% pertenciam a duas ou mais raças. Do total da população o 0.53% eram hispanos ou latinos de qualquer raça.